# Cyrtauchenius maculatus
Cyrtauchenius maculatus là một loài nhện trong họ Cyrtaucheniidae. Loài này phân bố ờ Algerije.